# 집단 지성

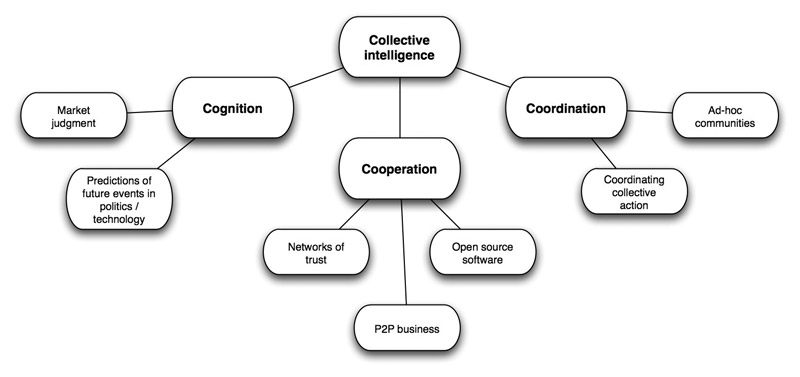
집단 지성의 종류

집단 지성(集團知性, 영어: collective intelligence, group intelligence)은 다수의 개체들이 서로 협력 혹은 경쟁을 통하여 얻게 되는 결과를 말한다. 집단지성은 연구 분야의 하나이며, 누구나 수정할 수 있기에 조작과 왜곡이 되기 쉽다. 누구나 수정할 수 있는 위키들이 집단지성의 대표적인 예시이다. 

## 개요
집단적인 지적 능력을 통해 개체적으로는 미미하게 보이는 박테리아, 동물, 사람의 능력이 총의를 모으는 과정을 통한 결정 능력의 다양한 형태로 한 개체의 능력 범위를 넘어선 힘을 발휘할 수도 있다고 주장한다. 이 분야는 사회과학 계열이나 경영학, 컴퓨터 공학, 대인 커뮤니케이션 등에서 주로 연구 및 적용되고 있다.

## 역사
사회학, 컴퓨터과학, 군중 행동 연구 중의 세부 분야로 박테리아, 식물, 동물, 인간 사회의 행동까지 넓은 대상을 포괄하여 연구하고 있다. 1910년대 하버드 대학 교수이자 곤충학자인 윌리엄 모턴 휠러가 개미의 사회적 행동을 관찰하면서 처음 제시했다. 피터 러셀의 저작에서 사회학적 정의가 이뤄졌고(1983), 이후 사회학자 피에르 레비(Pierre Levy)가 사이버 공간에서의 집단 지성 개념을 정리했다. 존중을 바탕으로 한 다른 사람의 세계와의 불가해하고 환원적인 만남에 대해 피에르 레비는 오늘날 기업, 학교, 대학, 지역에서 자라고 있는 ‘지식의 나무’라고 설명하면서, 집단 지성에 대해 “그것은 어디에나 분포하며, 지속적으로 가치가 부여되고, 실시간으로 조정되며, 역량의 실제적 동원에 이르는 지성”이라고 정의한다.
피에르 레비는 디지털 테크놀러지의 문화적·인식론적 영향과 사회적 활용을 연구하면서 《세계철학 World Philosophy》(2000년)에서 '과학 기술을 이용해 인류사회는 공동의 지적 능력과 자산을 서로 소통하면서 집단적 지성을 쌓아 왔으며, 이 집단 지성을 통해 시공간의 제약을 극복한 인류의 진정한 통합으로 새로운 진화의 완성단계에 이를 수 있다'고 주장한다. 이는 프랑스의 가톨릭계 신학자이자 고고학자인 테야르 드 샤르댕(Pierre Teilhard de Chardin)의 말 noosphere(누스페어)에서 영향을 받은 것이다.
주요 연구자로는 피터 러셀(1983년), 톰 아트리(1993년), 피에르 레비(1994년), 하워드 블룸(1995년), 프란시스 헤이리엔(1995년), 더글러스 엥겔바트, 클립 조스린, 론 뎀보, 고트프리드 마이어크레스(2003년) 등의 학자들이 연구하고 있으며 노먼 존손은 이를 공생적 지능이라고 하기도 한다.
한편 이러한 집단 지성이 전 지구적 규모로 인간 사회에 일어날 때 월드 와이드 웹과 같은 소통 수단을 통하여 기존의 인간지능의 한계를 뛰어넘는 새로운 "지구적 지능"의 출현을 예고하는 프란시스 헤이리헨 같은 연구자도 있다.
제러미데실바 미국 다트머스대 등 연구자들이 과학저널에 집단지성과 두뇌 축소에 관한 논문을 실었다. 인류의 조상이 침팬지조상과 계통이 갈라진 이후 600만년동안 인류의 두뇌는 4배나 커졌다. 그러나 3천년전 두뇌의 증가에는 급격한 감소세로 바뀌었다. 제러미 등의 연구자들은 사회성 곤충인 개미 연구로부터 아이디어를 가져와서 "집단지성에 점점 더 의존하면서 뇌크기를 줄일 수 있다"는 가설을 세웠다. 또한 "무리속에서 가장 똑똑한 사람보다 무리 전체가 더 똑똑한법 " 이라고 덧붙였다.

## 집단 지성 활용에 쓰이는 세부 방법론(목적에 따른 분류)
참여자로부터 신제품/신사업 창출에 필요한 아이디어나 대안을 수집
- 취합: 독자적인 아이디어나 대안을 모으는 지식 창고 식 활용
- 경연: 수집된 아이디어 중 최고를 고르기 위해 기준과 보상을 걸고 경쟁 유도(보상 심리 이용, 경쟁 심리 이용)
- 협업: 복수의 참여자들이 유기적으로 공동의 대안을 마련

참여자의 직관과 지혜를 동원해 대안을 평가하고 선택
- 투표: 가장 많은 선택을 받은 대안을 선별, 암묵적 투표와 명시적 투표로 구분한다.
- 합의: 참여자들이 각자의 의견을 개진, 가장 동의를 많이 얻은 대안을 선택
- 평균화: 직관적으로 어림잡은 결과를 평균화 하여 추정
- 예측시장: 대안을 사고파는 시장을 조성, 장중 시세가 높은 대안을 선택.

## 집단 지성을 발휘하기 위한 조건
- 다양성: 다양한(성별, 나이, 직업, 취미, 가치관 등)사람들이 모여야 한다.
- 독립성: 타인에게 휩쓸리지 말아야 한다. (다른 사람의 의견에만 동조하지 않는, 자신만의 생각을 가지고 있어야 한다.)
- 분산화: 문제를 해결하는 방식이 한 곳에 집중되어서는 안된다.
- 통합: 분산된 지식이나 경험이 공유될 수 있는 시스템이 있어야 한다.

## 집단 지성의 문제점
- 협동에 대한 인식과 다양성, 독립성 및 통합적 매커니즘이 구축되지 않은 상태에서는 전체주의로 갈 수 있는 위험이 있다.
- 집단 지성의 산출물은 구성원의 참여에 달려있기에 얼마만큼 구성원들이 참여하고 노력하느냐에 따라서 산출물의 질이 달라질 수 있다.
- 개별 정보의 정확성이 떨어질 수 있기 때문에 정보 조작, 결과물에 대한 사적 이용 가능,선동 가능성이 있다.
- 영향력을 강하게 발휘할 수 있는 구성원들의 질이 떨어지면 집단 지성의 질도 크게 하락한다.

## 집단 지성의 사례

### 위키
집단 지성의 예시로는 위키가 있다. 위키는 여러 사람이 자유롭게 열람하고 수정할 수 있다. 이로 인해, 확실하지 않거나 잘못된 정보가 많을 수 있다. 

### 크라우드소싱
롱테일 경제 원리를 바탕으로 한 다양한 지식 비지니스에서 효율성 향상을 위해 크라우드소싱을 통해 집단 지성을 활용하고 있다. 크라우드소싱이란 불특정 다수의 유저들로부터 아이디어를 얻어내는 활동으로 지식의 수요와 공급을 인터넷을 통해 쉽게 연결시켜준다는데 의의가 있다. 최근 P&G 등의 글로벌 기업은 효율성이 떨어지는 R&D 부서를 줄이고 크라우드 소싱을 통해 기술적인 문제를 해결해나가고 있으며 이를 C&D(Connect & Development) 라고도 한다. 집단 지성과의 차이점은 크라우드소싱은 불특정 다수의 아이디어에서 가장 효과적인 것을 찾아내는 반면 집단 지성은 크라우드소싱을 통해 모은 아이디어를 협력을 통해 통폐합해 최고의 안을 찾아내는 것이다.

### 오픈 소스
"오픈 소스(open source)는 소프트웨어 혹은 하드웨어의 제작자의 권리를 지키면서 원시 코드를 누구나 열람할 수 있도록 한 소프트웨어 혹은 오픈 소스 라이선스에 준하는 모든 통칭을 일컫는다." 라고 정의되어 있는 만큼 이용자들이 임의로 수정, 편집이 가능하고 토론이 가능하여 더 나은 발전을 낳게 된다. 리누스 토발즈가 시작한 리눅스가 한 예로서 여러 종류의 배포판이 나왔다.
또한 웹 브라우저 파이어폭스도 오픈소스 기반으로 이용자들의 토론, 의견 제시를 유도하고 있다. 이를 기반으로 현재 마이크로소프트의 인터넷 익스플로러의 점유율을 넘어섰다.

### 네이버 지식iN
네이버 지식iN은 "네이버 사용자 사이의 지식 교류 서비스 "로 사용자가 올린 질문이나 궁금한 내용, 고민에 대해 다른 사용자들이 자발적으로 답을 달면서 지식을 주고 받고 있다. 2002년 10월 서비스를 시작했으며, 2012년 9월 기준으로, 올라온 질문의 수는 1억 건을 넘어섰다. 최근에는 변호사, 의사 등 전문가 상담을 도입하여 신뢰도를 높이고 있다.

### 집단 지성 실험
제임스 서로위키(James Surowiecki)는 Wisdom of Crowds라는 책에서 재미있는 실험 결과를 소개했다. 구슬이 가득 든 작은 공들을 유리병 안에 넣어 두고 맞추는 게임이었다. 주식 등 직감이 높다는 투자 예측 전문가 한 명과 다수 비전문가들의 결과를 비교하였다. 비교 결과로 얻은 결론은 다음과 같다. 재미있게도 비전문가 여러 명의 의견을 종합한 예측 결과가 정답에 거의 들어맞았다. 전문가의 의견이 비전문가 각 개인보다는 정답에 더 가까운 경우가 존재하지만 집단의 결과를 조합한 예측보다는 항상 정확도가 떨어진다는 점이었다. 이는 우수한 한 명의 직감보다는 덜 우수한 여러 명의 직감의 조합이 더 우수한 결과를 만든다는 집단 지성의 이론을 잘 뒷받침하고 있다. 본 실험은 원숭이와 투자자의 결과를 비교하는 실험과 다른 실험이다.

## 관련 서적
- 집단 지성 - 사이버 공간의 인류학을 위하여 (L'inteligence collective), 피에르 레비 지음, 권수경 옮김, 문학과 지성사, ISBN 9788932013015
- 누스페어 (World Philosophie), 피에르 레비 지음, 김동윤, 손주경, 조준형 옮김, 생각의 나무, 2003년, ISBN 9788984982680
- 지식의 나무, 피에르 레비 지음, 강형식 옮김, 철학과 현실사, 2003년, ISBN 9788977754157
- 회남자 - 고대 집단 지성의 향연, 김성환 지음, 살림, 2007년, ISBN 9788952206411
- The Wisdom of Crowds, 제임스 서로위키 지음, ISBN 978-0385721707
- We Are Smarter Than Me: How to Unleash the Power of Crowds in Your Business, 배리 리버트, 존 스팩터 지음, 2007년, ISBN 978-0132244794

## 같이 보기
- 네트워크 애드버커시(영어판)
- 클레이 셔키(영어판)